# Kyllinga inaurata
Kyllinga inaurata är en halvgräsart som beskrevs av Christian Gottfried Daniel Nees von Esenbeck och Johann Otto Boeckeler. Kyllinga inaurata ingår i släktet Kyllinga och familjen halvgräs. Inga underarter finns listade i Catalogue of Life.